# District de Gorakhpur
Le district de Gorakhpur (en hindi : गोरखपुर ज़िला, en ourdou : گورکھپور ضلع) est l'un des districts de la division de Gorakhpur de l'État de l'Uttar Pradesh en Inde.

## Géographie
Son centre administratif est la ville de Gorakhpur. 
La superficie du district est de 3 321 km2 et la population au recensement de 2011 s'élève à 4 440 895 habitants.